# Aliança do Tocantins
Aliança do Tocantins là một đô thị thuộc bang Tocantins, Brasil. Đô thị này có diện tích 1579,742 km², dân số năm 2007 là 5701 người, mật độ 3,61 người/km².